# Endocoryneum quercus
Endocoryneum quercus är en svampart som beskrevs av B. Sutton, Marras & Francesch. 1993. Endocoryneum quercus ingår i släktet Endocoryneum, divisionen sporsäcksvampar och riket svampar.   Inga underarter finns listade i Catalogue of Life.